# Ronde van Italië 1914
| Eindklassement      |                   |               |
| Algemeen klassement | Alfonso Calzolari | 135h 17' 56"  |
| Tweede              | Pierino Albini    | + 1h 57' 26"  |
| Derde               | Luigi Lucotti     | + 2h 04' 23"  |
| Vierde              | Clemente Canepari | + 3h 01' 12"  |
| Vijfde              | Enrico Sala       | + 3h 59' 45"  |
| Zesde               | Carlo Durando     | + 5h 12' 22"  |
| Zevende             | Ottavio Pratesi   | + 7h 20' 58"  |
| Achtste             | Umberto Ripamonti | + 17h 21' 08" |
| Ploegenklassement   | Stucchi           | ...h ..' .."  |
| Tweede              | ...               | -             |
| Derde               | ...               | -             |

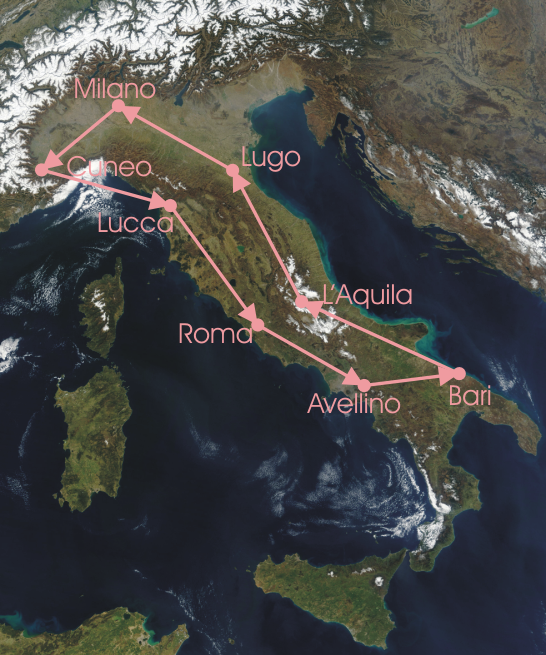
Ronde van Italië 1914

In 1914 ging de 6e Giro d'Italia op 24 mei van start in Milaan. Hij eindigde op 7 juni in Milaan. Er stonden 81 renners verdeeld over .. ploegen aan de start. Slechts 8 renners reden deze editie van de Giro helemaal uit. Voor het eerst werd er een algemeen klassement op tijd berekend in plaats van op punten. Alfonso Calzolari werd de winnaar van deze editie.
Aantal ritten: 8

Totale afstand: 3160 km

Gemiddelde snelheid: 23.356 km/h

Aantal deelnemers: 81

## Belgische en Nederlandse prestaties
In totaal namen er .. Belgen en .. Nederlanders deel aan de Giro van 1914.

### Belgische etappezeges
- In 1914 was er geen Belgische etappezege.

### Nederlandse etappezeges
- In 1914 was er geen Nederlandse etappezege.

## Etappe uitslagen
| Datum  | Etappe   | Parcours        | Afstand | Eerste                    | Tweede                  | Derde                     | Klassementsleider       |
| ------ | -------- | --------------- | ------- | ------------------------- | ----------------------- | ------------------------- | ----------------------- |
| 24 mei | etappe 1 | Milaan - Cuneo  | 420 km  | Angelo Gremo (Ita)        | Carlo Durando (Ita)     | Alfonso Calzolari (Ita)   | Angelo Gremo (Ita)      |
| 26 mei | etappe 2 | Cuneo - Lucca   | 340 km  | Alfonso Calzolari (Ita)   | Giuseppe Azzini (Ita)   | Costante Girardengo (Ita) | Alfonso Calzolari (Ita) |
| 28 mei | etappe 3 | Lucca - Rome    | 430 km  | Costante Girardengo (Ita) | Carlo Durando (Ita)     | Carlo Oriani (Ita)        | Alfonso Calzolari (Ita) |
| 30 mei | etappe 4 | Rome - Avellino | 365 km  | Giuseppe Azzini (Ita)     | Pierino Albini (Ita)    | Eberardo Pavesi (Ita)     | Alfonso Calzolari (Ita) |
| 1 juni | etappe 5 | Avellino - Bari | 328 km  | Giuseppe Azzini (Ita)     | Alfonso Calzolari (Ita) | Luigi Lucotti (Ita)       | Alfonso Calzolari (Ita) |
| 3 juni | etappe 6 | Bari - L'Aquila | 428 km  | Luigi Lucotti (Ita)       | Carlo Durando (Ita)     | Alfonso Calzolari (Ita)   | Alfonso Calzolari (Ita) |
| 5 juni | etappe 7 | L'Aquila - Lugo | 429 km  | Pierino Albini (Ita)      | Luigi Lucotti (Ita)     | Ottavio Pratesi (Ita)     | Alfonso Calzolari (Ita) |
| 7 juni | etappe 8 | Lugo - Milaan   | 420 km  | Pierino Albini (Ita)      | Clemente Canepari (Ita) | Carlo Durando (Ita)       | Alfonso Calzolari (Ita) |

 winnaars · 
roze trui · 
  puntenklassement · 
  bergklassement · 
 jongerenklassement · 
 intergiro · 
 ploegenklassement · 
 strijdlust · 
 zwarte trui
Giro d'Italia Next Gen · Giro Donne · Cima Coppi
 Belgische rozetruidragers · etappewinnaars
 Nederlandse rozetruidragers · etappewinnaars
Mannen:
1909 · 
1910 · 
1911 · 
1912 · 
1913 · 
1914 · 
1919 · 
1920 · 
1921 · 
1922 · 
1923 · 
1924 · 
1925 · 
1926 · 
1927 · 
1928 · 
1929 · 
1930 · 
1931 · 
1932 · 
1933 · 
1934 · 
1935 · 
1936 · 
1937 · 
1938 · 
1939 · 
1940 · 
1946 · 
1947 · 
1948 · 
1949 · 
1950 · 
1951 · 
1952 · 
1953 · 
1954 · 
1955 · 
1956 · 
1957 · 
1958 · 
1959 · 
1960 · 
1961 · 
1962 · 
1963 · 
1964 · 
1965 · 
1966 · 
1967 · 
1968 · 
1969 · 
1970 · 
1971 · 
1972 · 
1973 · 
1974 · 
1975 · 
1976 · 
1977 · 
1978 · 
1979 · 
1980 · 
1981 · 
1982 · 
1983 · 
1984 · 
1985 · 
1986 · 
1987 · 
1988 · 
1989 · 
1990 · 
1991 · 
1992 · 
1993 · 
1994 · 
1995 · 
1996 · 
1997 · 
1998 · 
1999 · 
2000 · 
2001 · 
2002 · 
2003 · 
2004 · 
2005 · 
2006 · 
2007 · 
2008 · 
2009 · 
2010 · 
2011 · 
2012 · 
2013 · 
2014 · 
2015 · 
2016 · 
2017 · 
2018 · 
2019 · 
2020 · 
2021 · 
2022 · 
2023 · 
2024 · 
2025
Vrouwen:
1988 · 
1989 · 
1990 · 
1991 ·
1992 ·
1993 · 
1994 · 
1995 · 
1996 · 
1997 · 
1998 · 
1999 · 
2000 · 
2001 · 
2002 · 
2003 · 
2004 · 
2005 · 
2006 · 
2007 · 
2008 · 
2009 · 
2010 · 
2011 · 
2012 ·
2013 · 
2014 ·
2015 ·
2016 ·
2017 ·
2018 ·
2019 ·
2020 ·
2021 ·
2022 ·
2023 ·
2024 ·
2025